# 솔저 필드
솔저 필드(Soldier Field)은 미국의 다목적 경기장이다. 1994년 FIFA 월드컵에서 경기장으로 사용되었으며 개막식과 개막전 행사를 치렀고, 1999년 FIFA 여자 월드컵에서 경기장으로 사용되었다. 현재 NFL 시카고 베어스와 메이저리그 사커 시카고 파이어 FC가 홈 경기장으로 사용하고 있으며 과거 USFL 시카고 블리츠와 XFL 시카고 엔포서스에서 사용했다.
| MLS 올스타전 개최 경기장 |                  |                          |
| 2016년                   | 2017년 솔저 필드 | 2018년                   |
| 어바이어 스타디움        | 2017년 솔저 필드 | 메르세데스-벤츠 스타디움 |
|                          |                  |                          |
|                          |                  |                          |